# Ariño
Ariño (aragónul Arinyo) település Spanyolországban, Teruel tartományban. Ariño Albalate del Arzobispo, Alloza, Alacón, Andorra, Oliete és Muniesa községekkel határos. Lakosainak száma 632 fő (2024).

## Népesség
A település lakosságának változását az alábbi diagram mutatja:
| Lakosok száma | 817  | 898  | 867  | 950  | 893  | 775  | 733  | 724  | 665  | 632  |
|               | 2001 | 2004 | 2007 | 2009 | 2012 | 2014 | 2017 | 2019 | 2022 | 2024 |